# جواد اصغری مقدم
جواد اصغری‌ مقدم (زاده ۲۱ مرداد ۱۳۵۸ در رامسر) کاپیتان سابق تیم ملی فوتسال ایران  و مربی کنونی فوتسال است.